# Gouvernement Serge Sarkissian I
Pour les articles homonymes, voir Gouvernement Serge Sarkissian.
Arménie
Margarian II S. Sarkissian II
Le gouvernement Serge Sarkissian I est le gouvernement de l'Arménie du 12 avril au 7 juin 2007.

## Majorité et historique
Il s'agit du premier gouvernement formé par Serge Sarkissian. Il est formé à la suite de la mort d'Andranik Margarian. La composition est presque identique à celle du gouvernement sortant.
Il est soutenu par le Parti républicain d'Arménie et la Fédération révolutionnaire arménienne.
Le gouvernement démissionne le 7 juin 2007, à la suite des élections législatives arméniennes de 2007.

## Composition
- Les nouveaux ministres sont indiqués en gras, ceux ayant changé d'attributions en italique.

| Poste                                                | Titulaire | Titulaire             | Parti |
| ---------------------------------------------------- | --------- | --------------------- | ----- |
| Premier ministre                                     |           | Serge Sarkissian      | HHK   |
| Ministre de l'Administration territoriale            |           | Hovik Abrahamian      | HHK   |
| Ministre de l'Agriculture                            |           | Davit Lokian          | FRA   |
| Ministre des Affaires étrangères                     |           | Vardan Oskanian       | HHK   |
| Ministre de la Culture, de la Jeunesse et des Sports |           | Hasmik Boghossian     | Sans  |
| Ministre du Commerce et du Développement économique  |           | Karen Chechmaritian   | HHK   |
| Ministre de la Défense                               |           | Mikayel Haroutyounian | Sans  |
| Ministre du Développement urbain                     |           | Aram Haroutiounian    | HHK   |
| Ministre de l'Éducation et des Sciences              |           | Levon Mkrtchian       | FRA   |
| Ministre des Finances et de l'Économie               |           | Vardan Khachatrian    | Z     |
| Ministre de l'Énergie                                |           | Armen Movsissian      | HHK   |
| Ministre de la Justice                               |           | Davit Haroutounian    | HHK   |
| Ministre de la Protection de la nature               |           | Vardan Ayvazian       | HHK   |
| Ministre de la Santé                                 |           | Norayr Davitian       | Sans  |
| Ministre des Transports et des Communications        |           | Andranik Manoukian    | H     |
| Ministre du Travail et des Affaires sociales         |           | Aghvan Vardanyan      | FRA   |